# Marcetella moquiniana
Marcetella moquiniana (palo de sangre) es una especie de planta de la familia Rosaceae. Es un árbol o arbusto que puede llegar a tener 4 m de altura, con la corteza rugosa y las hojas compuestas con 10 pares de folíolos. Es una rosácea muy próxima a Sanguisorba, género al que pertenece la pimpinella. Cómo pasa con tantos otros géneros endémicos de las Islas Canarias, están emparentados con plantas mediterráneas, pero en las Canarias han desarrollado algunas características distintivas. Crece en el bosque termófilo. Tiene usos medicinales locales como astringente.
Marcetella es un género exclusivo de la Macaronesia: Marcetella moquiniana se encuentra en el archipiélago canario, mientras que Marcetella maderensis se encuentra en Madeira, tratándose de un claro ejemplo de especiación por separación geográfica. Marcetella moquiniana es una especie que se encuentra en las islas de Gran Canaria, Tenerife y La Gomera. Su nombre científico Marcetella está dedicado a Adeodat F. Marcet, monje del Monasterio de Montserrat, y amigo del botánico sueco Sventenius, autor de este género.

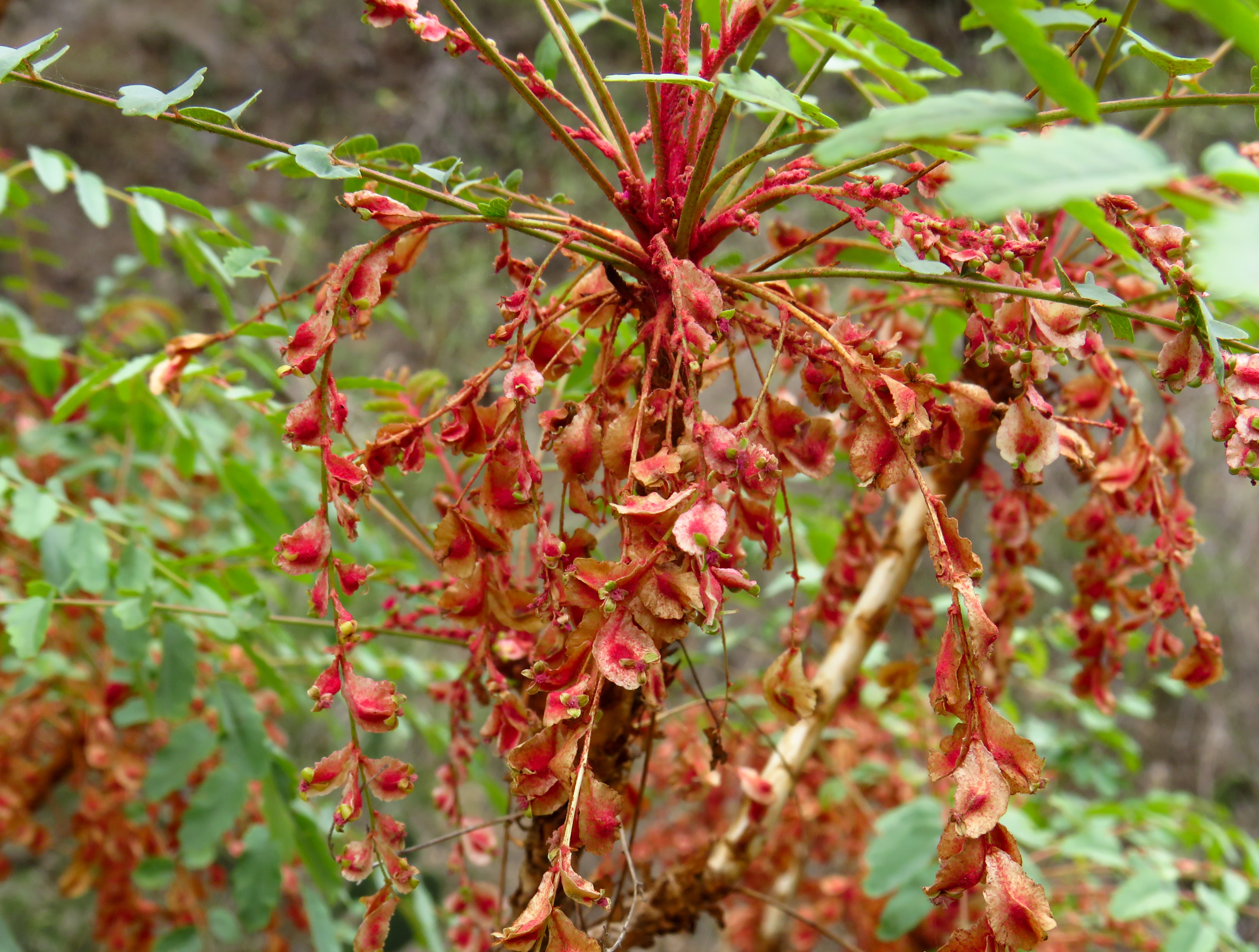
Frutos en sámara.